# Joinville-le-Pont

Joinville-le-Pont este o comună în departamentul Val-de-Marne, Franța. În 2009 avea o populație de 17,607 de locuitori.